# Karanggedang (Karanganyar)
Karanggedang is een bestuurslaag in het regentschap Purbalingga van de provincie Midden-Java, Indonesië. Karanggedang telt 1728 inwoners (volkstelling 2010).